# Chrysodeixis politus
Chrysodeixis politus là một loài bướm đêm trong họ Noctuidae.